# Пригоди. Фантастика
«Пригоди. Фантастика» — книжкова серія, яка виходила в українському видавництві «Веселка» в Українській РСР упродовж 1972—1991.
У межах серії були видані українською мовою фантастичні та пригодницькі твори українських та іноземних авторів.
Книги серії виходили у форматі 70×90/32 (107×165 мм), а два останні видання (1995 та 2009 років) — у форматі 84×108/32 (130×200 мм).
Ця серія стала продовжувачкою таких серій, як «У світі пригод» та «Наукова фантастика».
Видання серії виходили у двох варіантах оформлення. З 1972 по 1983 — світлі обкладинки, а з 1984 по 1991 — чорні.
У 1991 році у такому самому чорному оформленні почала виходити серія «Зарубіжна фантастика», яка стала знову ж таки (негласно) продовженням серії «Пригоди. Фантастика».
1995 року у великому форматі виходить ще одна книга у серії «Пригоди. Фантастика» — роман Миколи Руденка «Ковчег Всесвіту».
2009 року видавництво «Веселка» зробило нову спробу відродити цю серію, випустивши роман Володимира Владка «Нащадки скіфів» книгою звичайного формату. Але ця спроба не мала продовження і залишилася лише епізодом.

## Видання серії

### 1972
1. Грішнов М. М. Останній неандерталець: фантастичні оповідання[1] / Пер. з рос. Б. Тихонова, худож. Є. В. Попов. — 164 с. — 65 000 прим.
2. Купер Д. Ф. Слідопит, або Суходільне море / Пер. з англ. І. В. Корунця, худож. Ч. Брок[en]. — 792 с. — 65 000 прим.
3. Еліксир життя: фантастичні оповідання[2] / Худож. Є. Є. Котляр. — 288 с. — 30 000 прим.

### 1973
1. Ячейкін Ю. Д. Зоряні мандри капітана Небрехи: фантастико-юмористичні повісті[3] / Худож. А. П. Василенко. — 316 с. — 50 000 прим.
2. Канюка М. С. Подорож без надії: оповідання та повісті[4] / Худож. М. С. Туровський, В. І. Калуга. — 412 с. — 65 000 прим.

### 1974
1. Стась А. О. Сріблясте марево[5] / Худож. І. П. Григор'єв. — 328 с. — 65 000 прим.
2. Сапожніков Л. О. У нас у Кібертонії: повість і оповідання[6] / Худож. Г. С. Зубковський. — 116 с. — 65 000 прим.
3. Владко В. М. Сивий капітан: роман[7] / Худож. Г. В. Малаков. — 528 с. — 65 000 прим.
4. Дашкієв М. О. Право на риск: оповідання[8] / Худож. Г. С. Зубковський. — 352 с. — 65 000 прим.

### 1975
1. Бедзик Ю. Д. Великий день інків / Худож. Г. В. Малаков. — 344 с. — 30 000 прим.
2. Малик В. К. Слід веде до моря: повість / Худож. Р. П. Сахалтуєв. — 272 с. — 65 000 прим.
3. Зорепади[9] / Худож. А. М. Дев'янін. — 272 с. — 65 000 прим.
4. Владко В. М. Аргонавти Всесвіту / Худож. Г. В. Малаков. — 592 с. — 50 000 прим.

### 1976
1. Дашкієв М. О. Кришталеві дороги: фантастична повість / Худож. А. М. Паливода. — 372 с. — 65 000 прим.
2. Самбук Р. Ф. Жорстокий ліс: повість / Худож. Є. Є. Котляр. — 256 с. — 65 000 прим.

### 1977
1. Мірер О. І. Головний полудень: фантастична повість / Пер. з рос. А. О. Стася; худож. А. М. Дев'янін. — 184 с. — 65 000 прим.

### 1978
1. Бережний В. П. Повернення «Галактики»: науково-фантастичні оповідання та повість-казка[10] / Худож. Р. Є. Безп'ятов, Г. П. Філатов. — 232 с. — 50 000 прим.
2. Самбук Р. Ф. Щаслива зірка полковника Кладо[11] / Худож. Є. Є. Котляр. — 360 с. — 65 000 прим.

### 1979
1. Росоховатський І. М. У підводних печерах: фантастична повість та оповідання[12] / Худож. Г. С. Зубковський. — 224 с. — 65 000 прим.
2. Тендюк Л. М. На коралових атолах: повість та оповідання[13] / Худож. Є. В. Попов. — 312 с. — 65 000 прим.
3. Аліков Ю. І., Капустян В. Г. Гінці Нептуна: науково-фантастична повість / Пер. з рос. І. П. Дячка, худож. О. А. Базилевич. — 312 с. — 65 000 прим.

### 1980
1. Кашин В. Л. Тайники відкриваються вночі / Худож. В. В. Кузьменко. — 374 с. — 30 000 прим.
2. Федоровський Є. П. Свіжий вітер океану: повість / Пер. з рос. В. К. Кульової, худож. Г. П. Філатов, Р. Є. Безп'ятов. — 152 с. — 65 000 прим.
3. Земляк В. С. Підполковник Шиманський: героїчна повість / Худож. А. І. Нечипоренко. — 335 с. — 30 000 прим.
4. Дімаров А. Друга планета[14] / Худож. В. М. Ігнатов. — 296 с. — 65 000 прим.

### 1981
1. Бомбар А. Сам в океані: повість / Пер. з фр. М. М. Гайдая; худож. В. Є. Савадов. — 240 с. — 50 000 прим.
2. Атланти з планети Земля: науково-фантастичні оповідання[15] / Упор. М. Ф. Слабошпицький; худож. В. С. Василенко. — 230 с. — 65 000 прим.
3. Виходець Д. І., Чумак І. В. Слід золотого обозу / Худож. Г. П. Філатов, Р. Є. Безп'ятов. — 127 с. — 65 000 прим.

### 1982
1. Дмитрук А. В. Аурентина: науково-фантастичні оповідання[16] / Худож. О. М. Шоломій. — 141 с. — 65 000 прим.
2. Пеунов В. К., Чернявський Й. І. НП на третій заставі / Худож. А. Б. Жуковський. — 352 с. — 50 000 прим. (рос.)

### 1983
1. Малик В. К. Двоє над прірвою: повість / Худож. В. М. Костогриз. — 302 с. — 65 000 прим.
2. Росоховатський І. М. Зворотний зв'язок: науково-фантастичні оповідання[17] / Худож. Н. І. Казакова. — 183 с. — 65 000 прим.
3. Колиска на орбіті: оповідання[18] / Упоряд., передм. та довідки про авторів М. Ф. Слабошпицького; худож. Р. П. Сахалтуєв. — 367 с. — 65 000 прим.
4. Пальман В. І. Слідами дикого зубра: роман / Пер. з рос. Л. Т. Василенка; худож. І. М. Гаврилюк. — 423 с. — 65 000 прим.

### 1984
1. Тендюк Л. М. Експедиція «Гондвана»: повість / Худож. В. С. Василенко. — 254 с. — 65 000 прим.
2. Савченко В. В. Ночівля в карбоні: науково-фантастичні оповідання[19] / Худож. Н. І. Казакова. — 183 с. — 65 000 прим.
3. Коломієць П. О. День сірої хвилі: науково-фантастичні повісті[20] / Худож. О. Є. Кононов. — 223 с. — 65 000 прим.

### 1985
1. Бредбері Р. 451° за Фаренгейтом: роман та оповідання[21] / Передм. М. Ф. Слабошпицького; пер. з англ. Є. Д. Крижевича; худож. Р. П. Сахалтуєв. — 367 с. — 65 000 прим.
2. Тендюк Л. М. Голова Дракона: повість / Худож. О. Л. Басс. — 237 с. — 115 000 прим.
3. Стрілка Всесвіту: науково-фантастичні оповідання[22] / Упор. М. Ф. Слабошпицький, О. К. Тесленко; худож. В. А. Казаневський. — 255 с. — 115 000 прим.
4. Скорін І. Д.[ru]. Хлопці з карного розшуку: пригодницька повість / Пер. з рос. О. Петровського; худож. Ю. П. Гурін. — 360 с. — 65 000 прим.

### 1986
1. Кургузов С. Т. Зоряне вітрило: науково-фантастичні оповідання[23] / Передм. автора; худож. В. В. Блонський. — 181 с. — 115 000 прим.
2. Тендюк Л. М. Слід «Баракуди»: повість / Худож. О. Л. Басс. — 302 с. — 115 000 прим.
3. Заєць В. А. Темпонавти: науково-фантастичні оповідання[24] / Худож. В. Л. Єрмолаєв. — 228 с. — 115 000 прим.
4. У сріблястій місячній імлі: науково-фантастичні оповідання та повість[25] / Упоряд. та передм. М. Ф. Слабошпицького; худож. К. І. Сулима. — 317 с. — 115 000 прим.

### 1987
1. Тендюк Л. М. Останній рейс «Сінтоку-мару»: повість та оповідання[26] / Худож. О. І. Бутенко. — 230 с. — 65 000 прим.
2. Головачов В. В. Непрохані гості: науково-фантастична повість / Пер. з рос. Б. П. Рогози; худож. оформл. автора. — 284 с. — 65 000 прим.
3. Росоховатський І. М. Прописні істини: науково-фантастичні оповідання[27] / Худож. Б. Волков. — 240 с. — 115 000 прим. (рос.)
4. Тесленко О. К. Дьондюранг: науково-фантастичні оповідання та повісті[28] / Худож. Г. В. Гречухін. — 246 с. — 100 000 прим.
5. Азімов А. Я, робот: науково-фантастичні оповідання[29] / Пер. з англ. Д. К. Грицюка; передм. О. А. Кутинського; худож. Р. П. Сахалтуєв. — 271 с. — 115 000 прим.

### 1988
1. Розшук: повість та оповідання[30] / Упор. С. С. Іванюк; худож. Ю. П. Гурін. — 350 с. — 115 000 прим. — ISBN 5-301-00250-3.
2. Пальман В. І. Зелені сторінки з Червоної книги: роман / Пер. з рос. Л. Т. Василенка; худож. Г. В. Акулов. — 413 с. — 115 000 прим. — ISBN 5-301-00230-9.
3. Уеллс Г. У безодні: оповідання[31] / Пер. з англ. О. П. Логвиненка; передм. М. Ф. Слабошпицького; худож. О. Л. Басс. — 311 с. — 65 000 прим. — ISBN 5-301-00092-6.
4. Казанцев О. П. Дзвін Сонця: науково-фантастичні повісті-гіпотези[32] / Пер. з рос. В. М. Іванини; худож. Б. О. Волков. — 262 с. — 215 000 прим. — ISBN 5-301-00198-1.
5. Савченко В. В. Тільки мить: науково-фантастичний роман / Післям. І. М. Ямниченка; худож. В. М. Сюрха. — 262 с. — 115 000 прим. — ISBN 5-301-00012-8.
6. Дзвони зеленої Галактики: науково-фантастичні оповідання[33] / Упор. Ю. Г. Пригорницький; худож. В. М. Сюрха. — 318 с. — 165 000 прим. — ISBN 5-301-00024-1.

### 1989
1. Грєшнов М. М. Північна зірка: науково-фантастичні оповідання[34] / Пер. з рос. С. С. Павловського; худож. І. А. Кожем'якіна. — 259 с. — 65 000 прим. — ISBN 5-301-00286-4.

### 1990
1. Романчук О. К. Право на істину: науково-фантастичні оповідання[35] / Худож. В. Ф. Яворський. — 231 с. — 115 000 прим. — ISBN 5-301-00508-1.
2. Тендюк Л. М. Смерть в океані: повість та оповідання[36] / Худож. В. М. Сюрха. — 293 с. — 115 000 прим. — ISBN 5-301-000724-6.
3. Підгорний С. М. Погляд із нехоженої стежки: науково-фантастична книга[37] / Худож. В. С. Василенко. — 248 с. — 115 000 прим. — ISBN 5-301-00520-0. (рос.)
4. Насібов О. А. Безумці: роман / Пер. з рос. В. Г. Омелянчука; худож. К. О. Музика. — 416 с. — 65 000 прим. — ISBN 5-301-00599-5.
5. Ризиконавти[38] / Упор. В. В. Головачов; худож. Є. Ф. Сендзюк. — 312 с. — 115 000 прим. — ISBN 5-301-00287-2.

### 1995
1. Руденко М. К. Ковчег Всесвіту / Передм. М. Г. Жулинського; худож. О. В. Набока. — 206 с. — ??? прим. — ISBN 5-301-01255-X.

### 2009
1. Владко В. М. Нащадки скіфів / Худож. Г. В. Малаков; передм. М. Владко. — 390 с. — 5 000 прим. — ISBN 978-966-01-0455-6.